# 玄菟郡
玄菟郡（げんとぐん）は、前漢により現在の中国東北部の南部から朝鮮半島北部に設置された郡のことである。
楽浪郡、臨屯郡、真番郡と共に漢四郡と称される。玄菟郡はその設置期間に3段階の沿革が存在し、それぞれ「第一玄菟郡」「第二玄菟郡」「第三玄菟郡」とよばれている。歴史研究ではこれらを混同を避けるべく明確な分類を行う必要がある。

## 前史
- 前134年（元光元年）、前漢は濊州（遼東郡の東北方面、のちの蒼海郡の地か）を取らんとして城邑を築いた。
- 前128年（元朔元年）冬、濊（『後漢書』東夷伝による。『漢書』武帝紀では「薉」と表記される）君南閭ら（濊族の首長の「南閭」たち）が28万[2]の濊人を率いて投降、その地に「蒼海郡」[3]を設置。
- 前126年（元朔3年）春、蒼海郡を廃止。
- 前108年（元封3年）、衛氏朝鮮を滅ぼしその故地に楽浪郡を、周辺に真番郡・臨屯郡の2郡を設置。

## 第一玄菟郡
前107年（元封4年）に遼東郡の東・楽浪郡の北に隣接する地に設置され、幽州に属した。かつての蒼海郡の再建が玄菟郡であるとの説もある。郡治は夫租県（現在の北朝鮮咸鏡南道咸興市）に置かれた。
郡内の県は、夫租、高句驪、西蓋馬、上殷台の4県しかわからない。これらの県は第三玄菟郡の県として移転されたので後々まで記録に残ったものであり、これ以外の県についての詳細は記録が散逸して不明である。が、当時の戸数は45,006戸、人口は221,845人。当初の領域は遼東郡北端から出発して、吉林省東部と朝鮮民主主義人民共和国（北朝鮮）慈江道・両江道に跨がる地域を経て、咸鏡道を通り日本海に達する回廊状に県城が並んだものと推察してこれを「玄菟回廊」と呼ぶ学者もいる。
前82年（始元5年）に漢四郡のうち真番郡・臨屯郡が廃止され、そのうち臨屯郡の6県が楽浪郡に編入された。玄菟郡はこのとき廃止をまぬがれたものの、夫租県が楽浪郡に編入された。この7県（嶺東7県）は楽浪郡東部都尉の管轄とされた。玄菟郡の郡治は夫租県から変わって高句驪県（現在の吉林省集安市通溝郷）に移された。これで、玄菟郡領域のうち日本海沿岸部（咸鏡南北道）は夫租県とその周辺一帯を除いて大部分が放棄されたことになる。同時に臨屯郡領域のうち北部の6県を除く半分以上（9県）も放棄された（3世紀の江原道の「東濊族」の起源）。

## 第二玄菟郡
紀元前75年（元鳳6年）になると、未開であり人口の少ない北部や東部の丘陵・山岳地帯は、統治費用が嵩むとして直接支配を徐々に放棄して、冊封体制下での間接支配に切り替える方針になり、玄菟郡は西へ縮小移転された。郡治の高句驪県は現在の遼寧省撫順市内の東部、新賓満族自治県永陵鎮老城村（昔の興京）付近へ移され、元の場所には高句麗侯（後の高句麗王国の前身）が冊封された。
新の始建国4年（12年）、異民族蔑視政策を進めた王莽が高句麗を下句麗へ改名した為に、高句麗が玄菟郡を侵犯するようになる。後漢が成立すると光武帝建武6年（30年）に楽浪郡東部都尉は廃止となり、嶺東7県の直接統治は放棄され、それぞれ県侯として冊封して独立させた（その一例として夫租薉君・夫租長の銀印などが発見されている。3世紀の「沃沮族」の起源）。建武8年（32年）に高句麗侯は再び冊封体制下へ組み込まれ、候から王へ昇格された。

## 第三玄菟郡
107年（永初元年）になると、玄菟郡はさらに西に移転し遼東郡の内部に移された。遼東郡北部都尉の管轄区を遼東郡から切り離して新しく玄菟郡とし、遼東郡に隣接していた旧玄菟郡を廃止、高句麗による領有を許可した。これにより、旧玄菟郡の領域はすべて放棄された。郡治の高句麗県は現在の瀋陽（瀋陽と撫順の中間からやや瀋陽寄り）に遷された。諸県のうち、高句麗県・上殷台県・西蓋馬県の3県は、元々は玄菟郡にあった諸県の県名を移動させてきたものの残滓である。戸数は4万5006、口数は22万1845人。

## 高句麗との関係
後漢末、遼東太守の公孫氏が独立すると、隣接する旧玄菟郡西端部から高句麗を駆逐した。その後、曹魏は侵犯を繰り返す高句麗に対して、毌丘倹を派遣して大いに打ち破り、丸都城を毀城した。これにより、旧玄菟郡西部は魏の領有となり、西晋、前燕、前秦、後燕へと継承された。東晋の時代になると、旧玄菟と玄菟遼東の二郡は後燕と高句麗との間での争奪が繰り返されたが、404年、最終的に遼東郡は高句麗の領有となった。これに前後して玄菟郡も高句麗の手に落ちたと推測される。
高句麗を構成する5部族の前身が玄菟郡の5県の県侯だったとすれば、32年（建武8年）に王に冊封された段階で5部族の連合体としての王国が成立したともみえる。高句麗の王都「丸都城」は玄菟城が訛ったものである。後世に編纂された『三国史記』に記載された伝承では、高句麗は前37年に建国されたことになっており、これは第二玄菟郡の期間内にあたるため、中国側から高句麗侯と呼ばれた勢力が大雑把にほぼその頃の建国であることは信憑性があると考えられている。なお、『三国史記』では高句麗は最初から王として出てくるが、中国が与える称号（冊封体制内での官職）としての「王」と、自国内の自称としての「王」は必ずしも一致しないのでこれは大きな矛盾とはいえない。
隋の煬帝の治世、朝鮮半島をめぐり隋と高句麗との関係が緊張したとき、国際通の政治家、裴矩は煬帝に朝鮮半島領有の必要を説いて次のように言った。
高句麗の国家発展は、玄菟郡への服属抵抗過程が大きな意義をもつという指摘があり、それらの漢人が高句麗王権に取り込まれ、高句麗の発展に寄与した。中華人民共和国国営出版社の人民出版社が発行している中国の大学歴史教材『世界通史』は、三国時代から高句麗を除外し、三国時代を「新羅、百済、伽耶」と規定、玄菟郡と高句麗の関係について、「漢の玄菟郡管轄下の中国少数民族であり、紀元前37年の政権樹立後、漢、魏晋南北朝、隋、唐にいたるまで全て中原王朝に隷属した中国少数民族の地方政権」と記述している。

## 異説
北朝鮮の学界の定説及び韓国の学界の一部では、漢帝国による朝鮮半島併合の事実はなかったとして、漢四郡の位置が実は朝鮮半島の外部（具体的には通説でいう遼東郡の内部）に存在したと主張する。この説の場合の玄菟郡は、徐々に縮小したのではなく紀元前107年から一貫して瀋陽付近にあった（つまり通説でいう第三玄菟郡）というものである。
これらの異説は、北朝鮮の学界では「定説」となっており、韓国でも在野の歴史学界（アマチュアの歴史愛好家）から支持されているが、主流の歴史学界（大学教授からなる）からは批判されており、韓国では「定説」になっていない。また日本やアメリカや中国の学界では全く認められていない。